# Unhinged
Unhinged (bra: Fúria Incontrolável; prt: Em Fúria) é um filme de ação americano dirigido por Derrick Borte, escrito por Carl Ellsworth. É estrelado por Russell Crowe, Caren Pistorius, Gabriel Bateman, Jimmi Simpson e Austin P. McKenzie. A trama conta a história de uma jovem mulher que é aterrorizada por um estranho, aparentemente doente mental, após um acidente causado por uma conduta agressiva.
Unhinged foi lançado nos cinemas pela Solstice Studios na Alemanha em 16 de julho de 2020, e em 21 de agosto do mesmo ano nos Estados Unidos. O filme foi reconhecido por ser o primeiro em meses a ser mundialmente lançado, devido à pandemia de COVID-19, e arrecadou 43 milhões de dólares pelo mundo. O filme recebeu críticas mistas, que aplaudiam a performance de Russell Crowe, mas que expressavam que o filme não havia aproveitado o bastante de sua premissa.

## Elenco
- Russell Crowe como Tom Cooper, um estranho mentalmente instável;
- Caren Pistorius como Rachel Flynn, mãe de Kyle;
- Gabriel Bateman como Kyle Flynn, filho de Rachel;
- Jimmi Simpson como Andy, amigo e advogado do divórcio de Rachel;
- Austin P. McKenzie como Fred, irmão de Rachel;
- Juliene Joyner como Mary, noiva de Fred;
- Stephen Louis Grush como Leo, cliente do posto de gasolina que salva Rachel de Tom;
- Anne Leighton como Deborah Haskell, cliente de Rachel;
- Michael Papajohn como Homer;
- Lucy Faust como Rosie;
- Devyn A. Tyler como Sr. Ayers;
- Samantha Beaulieu como caixa;
- Andrew Morgado como Richard Flynn, pai de Kyle e ex-marido de Rachel.

## Produção
A filmagem se deu no verão de 2019, em Kenner e Nova Orleans, Louisiana. A produção foi completa em setembro de 2019.
Fúria Incontrolável estava originalmente marcado para ser lançado em 28 de agosto de 2020, sendo adiado para 4 de setembro. Em maio de 2020, seu lançamento tinha sido movido para 1º de julho, para, “provavelmente, ser o primeiro a testar como as coisas estavam, na tentativa de recuperação dos cinemas” por conta da pandemia da COVID-19. A data foi mais tarde adiada para 10 de julho, então para 31, e então, em 23 de julho, o filme foi novamente adiado, desta vez para 21 de agosto de 2020. O filme começou o lançamento Vod em 20 de outubro, 61 dias após estar em cartaz nos cinemas. Normalmente, se os distribuidores colocam o filme em Vod antes de um intervalo de 75 dias, os cinemas pararão de exibi-lo. Entretanto, devido à pandemia, os exibidores sentiram que “continuava sendo uma adição bem-vinda a um cronograma limitado de lançamentos”.
O filme começou o lançamento internacional em 16 de julho, na Alemanha, e então em 31 do mesmo mês no Reino Unido, Europa, Austrália, Ásia, e América Latina. O filme foi lançado no Equador em 6 de agosto.

### Mídia física
Fúria Incontrolável foi lançado pela Altitude Film em DVD e Blu-ray no Reino Unido em 23 de novembro de 2020. Também foi lançado pela VVS Films no Canadá em 17 de novembro de 2020.

## Recepção

### Bilheteria
Fúria Incontrolável arrecadou US$ 20,8 milhões nos Estados Unidos e Canadá, e US$ 22,4 milhões em outros países. Um total de US$ 43 milhões ao redor do mundo.
Em seu fim de semana de estreia no Canadá, o filme fez US$ 601 032 de 299 cinemas. Sendo exibido no Estados Unidos e no Canadá no fim de semana seguinte, juntos, o filme arrecadou US$ 1,4 milhão de 1 823 cinemas em seu primeiro dia, e de sua estreia, foi a US$ 4 milhões ao longo do fim de semana. 71% da audiência era acima dos 25 de idade, 56% do sexo masculino. Foi o primeiro filme com uma arrecadação maior que US$ 1 milhão desde Onward, em março, e apesar de cadeias de cinemas estarem reabrindo alguns de seus locais, os 5 maiores pontos de arrecadação foram todos drive-ins. A Deadline Hollywood notou que o aumento na venda de ingressos de sexta para sábado foi um possível indicador do aumento contínuo do interesse da audiência, enquanto a The Hollywood Reporter afirmou ser uma vitória a estreia do filme, e disse que os executivos foram “agraciados pelos resultados”. Sendo exibido em 2 331 cinemas no fim de semana seguinte, o filme fez US$ 2,8 milhões (uma queda de 35%), terminando em segundo, atrás do recém-chegado The New Mutants. Em seus terceiro, quarto, e quinto fins de semanas nos Estados Unidos, o filme fez US$ 1,7 milhão, US$ 1,5 milhão, e US$ 1,3 milhão, respectivamente, com os drive-ins continuando como seus principais pontos de arrecadação.
Fúria Incontrolável arrecadou US$ 251.849 de 380 cinemas em sua estreia na Alemanha, ligeiramente abaixo das expectativas, mas terminando em primeiro lugar. Em seu segundo fim de semana, o filme arrecadou US$ 201.655 em 438 cinemas, um total de US$ 530.572 em 12 dias. Na estreia do filme no Reino Unido, arrecadou US$ 230.000 (£174.901) em 250 cinemas, tornando-se o primeiro filme a faturar mais de £100.000 no país, desde a reabertura. Em sua terceira semana de lançamento, começando em 7 de agosto, Fúria Incontrolável foi o filme mais vendido em seis, de aproximadamente 50 países, e teve um faturamento internacional de US$ 5,41 milhões. Seus principais mercados na época eram Austrália (US$ 1,24 milhão no total), Alemanha (US$ 877.000), Holanda (US$ 597.000), Reino Unido (US$ 575.000), Nova Zelândia (US$ 193.000) e Rússia (US$ 124.000). Ele continuou a ocupar o primeiro lugar no Reino Unido e na Austrália no fim de semana seguinte, com um total de US$ 7,7 milhões em arrecadação global.

### Avaliação crítica
No Rotten Tomatoes, Fúria Incontrolável tem uma taxa de aprovação de 48% baseada em 195 resenhas, com uma pontuação de 5,7/10. Os críticos do website chegaram ao consenso de que, “Russel Crowe resultou num compulsivo e interessante vilão, mas Fúria Incontrolável peca em profundidade e não teve inteligência o suficiente para tirar proveito de sua pobre premissa.” No Metacritic, o filme teve uma pontuação média de 40/100, baseada em 36 críticas, indicando “críticas mistas ou médias”.
Guy Lodge, crítico do Variety, disse que o filme “entrega exatamente o que é esperado dos nojentos filmes-B de suspense”, e escreveu, “A carnificina é o ponto principal aqui, não há nenhuma razão por trás disso, e Borte e Crowe trazem isso à tona, com a conveniente face raivosa e furiosa de Crowe”. Escrevendo para a CTV News, Richard Crouse deu ao filme duas estrelas, e especificou “Fúria Incontrolável se distingue dos demais por levantar a tensão ao máximo sem trazer nada de novo aos filmes de suspense. Analisar um homem fracassado, com sede de vingança me lembra do humor negro de Michael Douglas, no filme Falling Down, exceto pelo fato de Fúria Incontrolável ser só escuridão e nada de humor.”
Escrevendo para a IndieWire, Kaleem Aftab deu ao filme um “D”, e disse: “Acima do peso, Crowe apenas expressa raiva e rancor, com um olhar de desgosto a tudo ao redor dele. Sua única emoção é raiva, resultando em uma paródia de suas próprias performances. É Crowe ao extremo, e é horrível”.